# Campeonato Sul-Americano de Atletismo de 2006 - Resultados
Estes são os resultados do Campeonato Sul-Americano de Atletismo de 2006 que ocorreram de 29 de setembro a 1 de outubro de 2006 no Estádio La Independencia, em Tunja, na Colômbia. 

## Resultado masculino

### 100 metros
| Posição | Bateria | Atleta                | Nacionalidade | Tempo | Notas |
| ------- | ------- | --------------------- | ------------- | ----- | ----- |
| 1       | 2       | Daniel Grueso         | Colômbia      | 10.54 | Q     |
| 2       | 2       | Vicente de Lima       | Brasil        | 10.61 | Q     |
| 3       | 2       | Kael Becerra          | Chile         | 10.65 | Q     |
| 4       | 1       | José Carlos Moreira   | Brasil        | 10.74 | Q     |
| 4       | 2       | Franklin Nazareno     | Equador       | 10.74 | q     |
| 6       | 1       | Luis Morán            | Equador       | 10.82 | Q     |
| 7       | 2       | José Manuel Garaventa | Argentina     | 10.84 | q     |
| 8       | 1       | Harlin Echavarría     | Colômbia      | 10.86 | Q     |
| 9       | 1       | Iván Altamirano       | Argentina     | 10.91 |       |
| 10      | 1       | Rawle Greene          | Guiana        | 10.91 |       |
| 11      | 2       | Eliezer de Almeida*   | Brasil        | 10.68 | [ 2 ] |
| 12      | 1       | Juan Venegas*         | Equador       | 11.04 | [ 2 ] |
| 13      | 1       | Heber Viera           | Uruguai       | DSQ   |       |

| Posição           | Atleta                | Nacionalidade | Tempo | Notas                |
| ----------------- | --------------------- | ------------- | ----- | -------------------- |
| Medalha de ouro   | Daniel Grueso         | Colômbia      | 10.50 |                      |
| Medalha de prata  | Kael Becerra          | Chile         | 10.50 |                      |
| Medalha de bronze | José Carlos Moreira   | Brasil        | 10.51 |                      |
| 4                 | Harlin Echavarría     | Colômbia      | 10.63 |                      |
| 5                 | José Manuel Garaventa | Argentina     | 10.72 |                      |
| 6                 | Franklin Nazareno     | Equador       | 10.77 | Recorde da temporada |
| 7                 | Luis Morán            | Equador       | 10.79 |                      |
| 8                 | Vicente de Lima       | Brasil        | DNF   |                      |

### 200 metros
| Posição | Bateria | Atleta                   | Nacionalidade | Tempo | Notas |
| ------- | ------- | ------------------------ | ------------- | ----- | ----- |
| 1       | 2       | Heber Viera              | Uruguai       | 21.27 | Q     |
| 2       | 2       | Fernando de Almeida      | Brasil        | 21.42 | Q     |
| 3       | 2       | Mariano Jiménez          | Argentina     | 21.44 | Q     |
| 4       | 1       | Basílio de Moraes Júnior | Brasil        | 21.58 | Q     |
| 5       | 1       | Daniel Grueso            | Colômbia      | 21.67 | Q     |
| 6       | 2       | Juan Venegas             | Equador       | 21.68 | q,    |
| 7       | 1       | Iván Altamirano          | Argentina     | 21.77 | Q     |
| 7       | 2       | Rawle Greene             | Guiana        | 21.77 | q,    |
| 9       | 1       | Franklin Nazareno        | Equador       | 22.15 |       |
| 10      | 1       | Kael Becerra             | Chile         | DNS   |       |

| Posição           | Atleta                   | Nacionalidade | Tempo | Notas                |
| ----------------- | ------------------------ | ------------- | ----- | -------------------- |
| Medalha de ouro   | Basílio de Moraes Júnior | Brasil        | 20.70 | Recorde da temporada |
| Medalha de prata  | Daniel Grueso            | Colômbia      | 20.99 |                      |
| Medalha de bronze | Heber Viera              | Uruguai       | 21.10 |                      |
| 4                 | Mariano Jiménez          | Argentina     | 21.30 | Recorde pessoal      |
| 5                 | Fernando de Almeida      | Brasil        | 21.40 |                      |
| 6                 | Iván Altamirano          | Argentina     | 21.63 |                      |
| 7                 | Juan Venegas             | Equador       | 22.18 |                      |
| 8                 | Rawle Greene             | Guiana        | DNS   |                      |

### 400 metros
| Posição | Bateria | Atleta              | Nacionalidade | Tempo | Notas |
| ------- | ------- | ------------------- | ------------- | ----- | ----- |
| 1       | 1       | Sanderlei Parrela   | Brasil        | 46.70 | Q     |
| 2       | 2       | Eduardo Vasconcelos | Brasil        | 46.73 | Q     |
| 3       | 1       | Josner Rodríguez    | Venezuela     | 47.31 | Q     |
| 4       | 1       | Geiner Mosquera     | Colômbia      | 47.39 | Q     |
| 5       | 2       | Javier Mosquera     | Colômbia      | 47.41 | Q     |
| 6       | 1       | Gustavo Aguirre     | Argentina     | 47.77 | q     |
| 7       | 2       | Roberto Lineros     | Venezuela     | 49.20 | Q,    |
| 8       | 2       | Roberto Zabala      | Equador       | 49.71 | q     |
| 9       | 1       | Luis Gárate         | Equador       | 49.91 |       |
| 10      | 2       | Fernando de Almeida | Brasil        | 46.25 | [ 2 ] |

| Posição           | Atleta              | Nacionalidade | Tempo | Notas           |
| ----------------- | ------------------- | ------------- | ----- | --------------- |
| Medalha de ouro   | Sanderlei Parrela   | Brasil        | 46.19 |                 |
| Medalha de prata  | Eduardo Vasconcelos | Brasil        | 46.65 |                 |
| Medalha de bronze | Javier Mosquera     | Colômbia      | 46.88 |                 |
| 4                 | Geiner Mosquera     | Colômbia      | 47.55 |                 |
| 5                 | Gustavo Aguirre     | Argentina     | 47.86 |                 |
| 6                 | Roberto Zabala      | Equador       | 49.60 | Recorde pessoal |
| 7                 | Roberto Lineros     | Venezuela     | 49.70 |                 |
| 8                 | Josner Rodríguez    | Venezuela     | 50.84 |                 |

### 800 metros
1 de outubro
| Posição           | Atleta           | Nacionalidade | Tempo   | Notas                |
| ----------------- | ---------------- | ------------- | ------- | -------------------- |
| Medalha de ouro   | Fabiano Peçanha  | Brasil        | 1:49.55 |                      |
| Medalha de prata  | Hudson de Souza  | Brasil        | 1:49.97 |                      |
| Medalha de bronze | Jhon Chávez      | Colômbia      | 1:51.81 |                      |
| 4                 | Féderico Padilla | Colômbia      | 1:51.97 | Recorde da temporada |
| 5                 | Eduar Villanueva | Venezuela     | 1:52.91 |                      |
| 6                 | Rodrigo Trinidad | Paraguai      | 1:54.07 |                      |
| 7                 | Leonardo Price   | Argentina     | 1:54.99 |                      |
| 8                 | Juan Matute      | Equador       | 1:56.52 | Recorde da temporada |

### 1.500 metros
30 de setembro
| Posição           | Atleta          | Nacionalidade | Tempo   | Notas                |
| ----------------- | --------------- | ------------- | ------- | -------------------- |
| Medalha de ouro   | Hudson de Souza | Brasil        | 3:46.98 |                      |
| Medalha de prata  | Freddy Espinoza | Colômbia      | 3:50.82 |                      |
| Medalha de bronze | Bayron Piedra   | Equador       | 3:54.48 | Recorde da temporada |
| 4                 | Fabiano Peçanha | Brasil        | 3:59.27 |                      |
| 5                 | Jhon Chávez     | Colômbia      | 4:05.13 |                      |
| 6                 | Juan Matute     | Equador       | 4:08.21 | Recorde pessoal      |

### 5.000 metros
1 de outubro
| Posição           | Atleta               | Nacionalidade | Tempo    | Notas                |
| ----------------- | -------------------- | ------------- | -------- | -------------------- |
| Medalha de ouro   | Juan Diego Contreras | Peru          | 14:59.06 | Recorde pessoal      |
| Medalha de prata  | Byron Piedra         | Equador       | 15:00.00 | Recorde da temporada |
| Medalha de bronze | Eduardo Arequipa     | Bolívia       | 15:00.70 | Recorde pessoal      |
| 4                 | Óscar Robayo         | Colômbia      | 15:03.00 |                      |
| 5                 | Jacinto López        | Colômbia      | 15:13.23 | Recorde da temporada |
| 6                 | Edgar Chancusig      | Equador       | 15:24.62 | Recorde pessoal      |
| 7                 | Ubiratán dos Santos  | Brasil        | 15:31.04 |                      |
| 8                 | Gustavo Altez        | Brasil        | 15:51.19 | Recorde pessoal      |
| 9                 | Jaime Segundo*       | Equador       | 15:26.86 | [ 2 ]                |

### 10.000 metros
29 de setembro
| Posição           | Atleta               | Nacionalidade | Tempo    | Notas           |
| ----------------- | -------------------- | ------------- | -------- | --------------- |
| Medalha de ouro   | Jacinto López        | Colômbia      | 31:41.01 | Recorde pessoal |
| Medalha de prata  | Juan Diego Contreras | Peru          | 31:41.58 | Recorde pessoal |
| Medalha de bronze | Jason Gutiérrez      | Colômbia      | 31:44.25 | Recorde pessoal |
| 4                 | Ubiratán dos Santos  | Brasil        | 31:46.05 |                 |
| 5                 | Jaime Segundo        | Equador       | 31:52.13 | Recorde pessoal |
| 6                 | Edgar Chancusig      | Equador       | 32:12.25 | Recorde pessoal |

### 110 metros barreiras
29 de setembro
Vento: -3.0 m/s
| Posição           | Atleta                  | Nacionalidade | Tempo | Notas                |
| ----------------- | ----------------------- | ------------- | ----- | -------------------- |
| Medalha de ouro   | Paulo Villar            | Colômbia      | 13.62 |                      |
| Medalha de prata  | Anselmo da Silva        | Brasil        | 13.78 |                      |
| Medalha de bronze | Matheus Facho Inocêncio | Brasil        | 13.84 |                      |
| 4                 | Francisco Castro        | Chile         | 14.84 | Recorde da temporada |
| 5                 | Jhon Tamayo             | Equador       | 14.86 | Recorde pessoal      |

### 400 metros barreiras
| Posição | Bateria | Atleta                 | Nacionalidade | Tempo | Notas           |
| ------- | ------- | ---------------------- | ------------- | ----- | --------------- |
| 1       | 1       | Tiago Bueno            | Brasil        | 51.41 | Q               |
| 2       | 1       | Amilkar Torres         | Colômbia      | 51.76 | Q               |
| 3       | 2       | Raphael Fernandes      | Brasil        | 51.85 | Q               |
| 4       | 1       | José Ignacio Pignataro | Argentina     | 52.07 | Q               |
| 5       | 1       | Jonathan Gibson        | Panamá        | 52.34 | q               |
| 6       | 2       | Víctor Solarte         | Venezuela     | 52.67 | Q               |
| 7       | 2       | Luis Montenegro        | Chile         | 52.78 | Q               |
| 8       | 2       | Juan Pablo Maturana    | Colômbia      | 52.80 | q               |
| 9       | 2       | Christian Deymonnaz    | Argentina     | 53.34 |                 |
| 10      | 1       | Carlos Jaramillo       | Equador       | 55.70 | Recorde pessoal |
| 11      | 1       | José Céspedes          | Venezuela     | DNF   |                 |

| Posição           | Atleta                 | Nacionalidade | Tempo | Notas                |
| ----------------- | ---------------------- | ------------- | ----- | -------------------- |
| Medalha de ouro   | Tiago Bueno            | Brasil        | 49.96 |                      |
| Medalha de prata  | Luis Montenegro        | Chile         | 50.17 | Recorde pessoal      |
| Medalha de bronze | Raphael Fernandes      | Brasil        | 50.49 |                      |
| 4                 | José Ignacio Pignataro | Argentina     | 51.38 | Recorde da temporada |
| 5                 | Víctor Solarte         | Venezuela     | 52.32 |                      |
| 6                 | Amilkar Torres         | Colômbia      | 52.35 |                      |
| 7                 | Jonathan Gibson        | Panamá        | 53.77 |                      |
| 8                 | Juan Pablo Maturana    | Colômbia      | 54.75 |                      |

### 3.000 metros com obstáculos
1 de outubro 
| Posição           | Atleta               | Nacionalidade | Tempo   | Notas                |
| ----------------- | -------------------- | ------------- | ------- | -------------------- |
| Medalha de ouro   | Sergio Lobos         | Chile         | 9:15.42 |                      |
| Medalha de prata  | Diego Moreno         | Peru          | 9:21.28 |                      |
| Medalha de bronze | Gládson Barbosa      | Brasil        | 9:22.51 |                      |
| 4                 | Richard Arias        | Equador       | 9:31.51 | Recorde da temporada |
| 5                 | Jhon Vargas          | Colômbia      | 9:38.76 |                      |
| 6                 | Mariano Mastromarino | Argentina     | 9:44.62 |                      |
| 7                 | José Peña            | Venezuela     | 9:50.14 |                      |
| 8                 | Alexis López         | Colômbia      | DNF     |                      |
| 8                 | Celso Ficagna        | Brasil        | DNF     |                      |
| 9                 | Nelsón Pedraza*      | Colômbia      | DNS     |                      |

### Revezamento 4x100 m
30 de setembro
| Posição           | Nacionalidade | Atletas                                                                            | Tempo | Notas |
| ----------------- | ------------- | ---------------------------------------------------------------------------------- | ----- | ----- |
| Medalha de ouro   | Brasil        | Eliezer de Almeida, Basílio de Moraes Júnior, Vicente de Lima, José Carlos Moreira | 39.03 |       |
| Medalha de prata  | Colômbia      | Harlin Echevarría, Eduard Mena, Álvaro Gómez, Paulo Villar                         | 40.17 |       |
| Medalha de bronze | Argentina     | José Manuel Garaventa, Gustavo Aguirre, Iván Altamirano, Mariano Jiménez           | 40.47 |       |
| 4                 | Equador       | Luis Morán, Franklin Nazareno, Hugo Chila, Juan Venegas                            | 40.56 |       |

### Revezamento 4x400 m
1 de outubro
| Posição           | Nacionalidade | Atletas                                                                        | Tempo   | Notas |
| ----------------- | ------------- | ------------------------------------------------------------------------------ | ------- | ----- |
| Medalha de ouro   | Brasil        | Fernando de Almeida, Sanderlei Parrela, Eduardo Vasconcelos, Raphael Fernandes | 3:03.05 |       |
| Medalha de prata  | Colômbia      | Geiner Mosquera, Amílcar Torres, Javier Mosquera, Juan Pablo Maturana          | 3:06.49 |       |
| Medalha de bronze | Venezuela     | Josner Rodríguez, José Céspedes, Víctor Solarte, Roberto Lineros               | 3:10.43 |       |
| 4                 | Argentina     | Iván Altamirano, Mariano Jiménez, Gustavo Aguirre, Christian Deymonnaz         | 3:12.34 |       |
| 5                 | Equador       | Franklin Nazareno, Luis Gárate, Roberto Zabala, Jhon Tamayo                    | 3:13.76 |       |

### 20 km marcha atlética
30 de setembro
| Posição           | Atleta           | Nacionalidade | Tempo     | Notas                |
| ----------------- | ---------------- | ------------- | --------- | -------------------- |
| Medalha de ouro   | Gustavo Restrepo | Colômbia      | 1:28:12.0 | Recorde da temporada |
| Medalha de prata  | Xavier Moreno    | Equador       | 1:29:50.2 | Recorde pessoal      |
| Medalha de bronze | Patricio Ortega  | Equador       | 1:35:29.1 | Recorde pessoal      |
| 4                 | Rafael Duarte    | Brasil        | 1:40:12.6 | Recorde da temporada |
| 5                 | James Rendón     | Colômbia      | DSQ       |                      |

### Salto em altura
30 de setembro
| Posição           | Atleta           | Nacionalidade | 1.95 | 2.00 | 2.05 | 2.10 | 2.13 | 2.16 | 2.20 | 2.25 | 2.28 | 2.31 | Resultado | Notas |
| ----------------- | ---------------- | ------------- | ---- | ---- | ---- | ---- | ---- | ---- | ---- | ---- | ---- | ---- | --------- | ----- |
| Medalha de ouro   | Jessé de Lima    | Brasil        | –    | –    | –    | o    | –    | o    | o    | o    | xxo  | xxx  | 2.28      |       |
| Medalha de prata  | Gilmar Mayo      | Colômbia      | –    | –    | –    | xo   | o    | o    | o    | xxx  |      |      | 2.20      |       |
| Medalha de bronze | Fábio Baptista   | Brasil        | –    | –    | o    | o    | o    | xxx  |      |      |      |      | 2.13      |       |
| 3                 | Santiago Guerci  | Argentina     | –    | –    | o    | o    | o    | xxx  |      |      |      |      | 2.13      |       |
| 5                 | Wanner Miller    | Colômbia      | –    | –    | xo   | o    | xxx  |      |      |      |      |      | 2.10      |       |
| 6                 | Francisco Castro | Chile         | o    | o    | xxx  |      |      |      |      |      |      |      | 2.00      |       |

### Salto á vara
29 de setembro
| Posição           | Atleta               | Nacionalidade | 4.30 | 4.50 | 4.60 | 4.70 | 4.80 | 5.00 | 5.10 | 5.15 | 5.20 | 5.25 | 5.35 | 5.40 | 5.45 | 5.55 | Resultado | Notas                |
| ----------------- | -------------------- | ------------- | ---- | ---- | ---- | ---- | ---- | ---- | ---- | ---- | ---- | ---- | ---- | ---- | ---- | ---- | --------- | -------------------- |
| Medalha de ouro   | Germán Chiaraviglio  | Argentina     | –    | –    | –    | –    | –    | –    | –    | –    | xo   | –    | –    | xxo  | –    | xxx  | 5.40      |                      |
| Medalha de prata  | Javier Benítez       | Argentina     | –    | –    | –    | –    | xo   | o    | o    | –    | xxo  | –    | xxo  | –    | xxx  |      | 5.35      | Recorde da temporada |
| Medalha de bronze | Fábio Gomes da Silva | Brasil        | –    | –    | –    | –    | –    | –    | –    | –    | –    | xo   | –    | xxx  |      |      | 5.20      |                      |
| 4                 | José Francisco Nava  | Chile         | –    | –    | –    | –    | o    | o    | –    | xxo  | –    | xxx  |      |      |      |      | 5.15      |                      |
| 5                 | Henrique Martins     | Brasil        | –    | –    | –    | –    | o    | o    | x–   | xx   |      |      |      |      |      |      | 5.00      |                      |
| 6                 | Víctor Medina        | Colômbia      | –    | –    | o    | xxx  |      |      |      |      |      |      |      |      |      |      | 4.60      | Recorde pessoal      |
| 7                 | David Alberto Rojas  | Colômbia      | –    | xxo  | xxx  |      |      |      |      |      |      |      |      |      |      |      | 4.50      |                      |
| 8                 | Lenin Zambrano       | Equador       | xxx  |      |      |      |      |      |      |      |      |      |      |      |      |      | NM        |                      |

### Salto em comprimento
1 de outubro
| Posição           | Atleta            | Nacionalidade | #1    | #2    | #3    | #4    | #5    | #6    | Resultado | Notas                |
| ----------------- | ----------------- | ------------- | ----- | ----- | ----- | ----- | ----- | ----- | --------- | -------------------- |
| Medalha de ouro   | Rogério Bispo     | Brasil        | x     | 8.12  | x     | x     | 8.32w | 7.30  | 8.32w     |                      |
| Medalha de prata  | Louis Tristán     | Peru          | 8.09  | –     | x     | x     | –     | x     | 8.09      | Recorde nacional     |
| Medalha de bronze | Rodrigo de Araújo | Brasil        | x     | 7.97w | 8.05  | 7.90w | x     | 8.05  | 8.05      | Recorde da temporada |
| 4                 | Hugo Chila        | Equador       | x     | 7.84w | 7.70  | x     | x     | x     | 7.84w     |                      |
| 5                 | Carlos Jaramillo  | Equador       | 7.40w | x     | 7.57w | 7.03  | 7.18  | 7.59  | 7.59      | Recorde da temporada |
| 6                 | Dainner Griego    | Colômbia      | 7.45  | 7.54w | 7.45  | 7.54w | 7.54  | 7.35w | 7.54      | Recorde da temporada |
| 6                 | Jhon Murillo      | Colômbia      | x     | 6.93w | 6.91w | 6.88w | 6.88  | –     | 6.93      |                      |
| 7                 | Thiago Dias*      | Brasil        | 7.70w | 7.79w | x     | 7.61  | x     | 7.62  | 7.79w     | [ 2 ]                |

### Salto triplo
30 de setembro
| Posição           | Atleta           | Nacionalidade | #1     | #2     | #3     | #4     | #5     | #6     | Resultado | Notas |
| ----------------- | ---------------- | ------------- | ------ | ------ | ------ | ------ | ------ | ------ | --------- | ----- |
| Medalha de ouro   | Hugo Chila       | Equador       | 16.41w | 16.36w | x      | 16.01w | 16.60w | 16.68w | 16.68w    |       |
| Medalha de prata  | Thiago Dias      | Brasil        | 15.82w | 15.84w | 16.12w | 13.39w | 16.52w | 16.57w | 16.57w    |       |
| Medalha de bronze | Jhon Murillo     | Colômbia      | 15.48w | 15.67  | 15.52w | 15.72w | 15.85w | 16.33w | 16.33w    |       |
| 4                 | Adalberto Mulato | Colômbia      | 15.34w | x      | 15.53w | 15.40w | 15.20w | 15.43  | 15.53w    |       |
| 5                 | Jefferson Sabino | Brasil        | x      | x      | x      | 15.45w | x      | x      | 15.45w    |       |
| 6                 | Gustavo Ochoa    | Argentina     | x      | x      | x      | x      | x      | x      | NM'       |       |

### Arremesso de peso
1 de outubro
| Posição           | Atleta              | Nacionalidade | #1    | #2    | #3    | #4    | #5    | #6    | Resultado | Notas            |
| ----------------- | ------------------- | ------------- | ----- | ----- | ----- | ----- | ----- | ----- | --------- | ---------------- |
| Medalha de ouro   | Germán Lauro        | Argentina     | x     | 18.69 | x     | x     | 18.97 | x     | 18.97     | Recorde pessoal  |
| Medalha de prata  | Marco Antonio Verni | Chile         | 17.89 | 18.42 | x     | 18.62 | 18.23 | 18.51 | 18.62     |                  |
| Medalha de bronze | Marcelo Moreira     | Brasil        | 17.21 | 17.84 | 17.40 | 17.25 | 17.50 | 17.73 | 17.84     | Recorde pessoal  |
| 4                 | Jiovanny García     | Colômbia      | 17.39 | 17.82 | 17.83 | 17.58 | 17.79 | 17.71 | 17.83     |                  |
| 5                 | Gonzalo Riffo       | Chile         | 17.08 | x     | x     | 16.71 | x     | x     | 17.08     |                  |
| 6                 | Aldo González       | Bolívia       | 16.45 | x     | 16.37 | 16.80 | x     | 16.26 | 16.80     | Recorde nacional |
| 7                 | Gustavo Mendonça    | Brasil        | 15.95 | 15.78 | 16.88 | 16.48 | 16.46 | 16.72 | 16.72     |                  |
| 8                 | Julio César Londoño | Colômbia      | 14.89 | 15.66 | 15.42 | 15.37 | x     | –     | 15.66     | Recorde pessoal  |
| 9                 | Ronald Julião*      | Brasil        | 15.95 | 15.49 | 15.90 |       |       |       | 15.95     | [ 2 ]            |

### Lançamento de disco
29 de setembro
| Posição           | Atleta              | Nacionalidade | #1    | #2    | #3    | #4    | #5    | #6    | Resultado | Notas |
| ----------------- | ------------------- | ------------- | ----- | ----- | ----- | ----- | ----- | ----- | --------- | ----- |
| Medalha de ouro   | Jorge Balliengo     | Argentina     | x     | 52.21 | 55.76 | 60.19 | x     | 58.37 | 60.19     |       |
| Medalha de prata  | Ronald Julião       | Brasil        | 55.64 | 54.57 | 56.83 | x     | 57.02 | 56.56 | 57.02     |       |
| Medalha de bronze | Gustavo Mendonça    | Brasil        | 50.16 | 47.21 | 46.77 | 48.58 | 51.15 | 49.99 | 51.15     |       |
| 4                 | Julio César Londoño | Colômbia      | x     | 44.30 | 45.48 | x     | 48.15 | x     | 48.15     |       |
| 5                 | Gonzalo Riffo       | Chile         | 42.64 | 44.50 | 45.88 | 41.34 | 41.94 | x     | 45.88     |       |
| 6                 | Leonardo Pino       | Chile         | x     | x     | 40.53 | x     | x     | x     | 40.53     |       |
| 7                 | Germán Lauro        | Argentina     | x     | x     | x     | x     | x     | x     | NM        |       |

### Lançamento de martelo
29 de setembro
| Posição           | Atleta             | Nacionalidade | #1    | #2    | #3    | #4    | #5    | #6    | Resultado | Notas |
| ----------------- | ------------------ | ------------- | ----- | ----- | ----- | ----- | ----- | ----- | --------- | ----- |
| Medalha de ouro   | Juan Ignacio Cerra | Argentina     | 68.02 | 70.96 | x     | 71.11 | 69.80 | 71.20 | 71.20     |       |
| Medalha de prata  | Patricio Palma     | Chile         | x     | 67.30 | x     | x     | x     | 65.87 | 67.30     |       |
| Medalha de bronze | Wagner Domingos    | Brasil        | x     | 65.23 | 64.02 | x     | x     | 67.27 | 67.27     |       |
| 4                 | Adrián Marzo       | Argentina     | 64.73 | x     | x     | x     | x     | 64.90 | 64.90     |       |
| 5                 | Leonardo Pino      | Chile         | x     | 62.42 | 62.48 | 63.27 | 63.18 | x     | 63.27     |       |
| 6                 | Mário Leme         | Brasil        | 59.50 | 60.25 | x     | 61.08 | 60.52 | 61.35 | 61.35     |       |
| 7                 | Jacobo D'León      | Colômbia      | x     | x     | 59.88 | 59.79 | x     | x     | 59.88     |       |
| 8                 | Freimar Arias      | Colômbia      | x     | x     | x     | x     | 58.23 | x     | 58.23     |       |

### Lançamento de dardo
1 de outubro
| Posição           | Atleta                 | Nacionalidade | #1    | #2    | #3    | #4    | #5    | #6    | Resultado | Notas            |
| ----------------- | ---------------------- | ------------- | ----- | ----- | ----- | ----- | ----- | ----- | --------- | ---------------- |
| Medalha de ouro   | Noraldo Palacios       | Colômbia      | 72.81 | 72.32 | 73.83 | x     | x     | 79.09 | 79.09     | Recorde nacional |
| Medalha de prata  | Víctor Fatecha         | Paraguai      | 76.41 | 76.79 | x     | x     | 72.90 | 73.18 | 76.79     | NJR              |
| Medalha de bronze | João Carlos Martins    | Brasil        | x     | x     | 60.56 | 75.26 | x     | x     | 75.26     |                  |
| 4                 | Pablo Pietrobelli      | Argentina     | 70.61 | 75.06 | 69.89 | 69.44 | 73.20 | 70.96 | 75.06     |                  |
| 5                 | Luiz Fernando da Silva | Brasil        | 73.24 | 73.17 | 72.40 | 72.36 | 70.30 | 73.94 | 73.94     |                  |
| 6                 | Dayron Márquez         | Colômbia      | x     | 68.40 | x     | 69.93 | x     | x     | 69.93     |                  |
| 7                 | Ignacio Guerra         | Chile         | x     | 64.38 | x     | x     | x     | x     | 64.38     |                  |
| 08 !              | Orielso Cabrera*       | Colômbia      | 69.36 | 69.12 | 63.34 |       |       |       | 69.36     | [ 2 ]            |
| 09 !              | Arley Ibargüen*        | Colômbia      | x     | 68.70 | 67.17 |       |       |       | 68.70     | [ 2 ]            |
| 10 !              | Jhonny Viáfara*        | Colômbia      | x     | x     | 65.73 |       |       |       | 65.73     | [ 2 ]            |

### Decatlo
29 – 30 de setembro
| Pos.              | Atleta                 | Nacionalidade | 100 m | SD   | AP    | SA   | 400 m | 110 m | AD    | SV   | LD    | 1500 m  | PG   | Notas |
| ----------------- | ---------------------- | ------------- | ----- | ---- | ----- | ---- | ----- | ----- | ----- | ---- | ----- | ------- | ---- | ----- |
| Medalha de ouro   | Carlos Chinin          | Brasil        | 11.35 | 7.29 | 13.76 | 1.86 | 49.60 | 15.18 | 37.98 | 3.80 | 54.68 | 4:45.99 | 7208 |       |
| Medalha de prata  | Erik Kerwitz           | Argentina     | 10.97 | 7.48 | 12.50 | 1.92 | 51.45 | 15.16 | 36.30 | 3.80 | 60.98 | 5:03.64 | 7188 |       |
| Medalha de bronze | Enrique Aguirre        | Argentina     | 11.43 | 6.83 | 13.68 | 2.01 | 52.35 | 15.55 | 37.52 | 4.00 | 52.19 | 5:57.36 | 6683 |       |
| 4                 | Jorge Naranjo          | Chile         | 11.55 | 7.27 | 13.73 | 2.01 | 52.50 | 15.64 | 33.41 | NM   | 38.72 | 5:41.40 | 5923 |       |
| 5                 | Jefferson Mosquera     | Colômbia      | 11.78 | 6.95 | 13.87 | NM   | DNS   | –     | –     | DNS  | –     | –       | DNF  |       |
| 6                 | Luiz Alberto de Araújo | Brasil        | 11.36 | 6.89 | 13.15 | DNS  | –     | –     | –     | DNS  | –     | –       | DNF  |       |
| 7                 | Andres Mantilla        | Colômbia      | 11.56 | 6.48 | 13.68 | DNS  | –     | –     | –     | DNS  | –     | –       | DNF  |       |

## Resultado feminino

### 100 metros
29 de setembro
Vento: -2.1 m/s
| Posição           | Atleta              | Nacionalidade | Tempo | Notas                |
| ----------------- | ------------------- | ------------- | ----- | -------------------- |
| Medalha de ouro   | Rosemar Coelho Neto | Brasil        | 11.53 |                      |
| Medalha de prata  | Yomara Hinestroza   | Colômbia      | 11.72 | Recorde da temporada |
| Medalha de bronze | Darlenys Obregón    | Colômbia      | 11.72 | Recorde da temporada |
| 4                 | Lucimar de Moura    | Brasil        | 11.75 |                      |
| 5                 | Vanesa Wohlgemuth   | Argentina     | 12.17 | Recorde da temporada |
| 6                 | Erika Chávez        | Equador       | 12.28 | Recorde pessoal      |
| 7                 | Maitte Zamorano     | Bolívia       | 12.37 |                      |
| 8                 | Paula Aquino        | Argentina     | 12.65 |                      |

### 200 metros
30 de setembro
Vento: -2.5 m/s
| Posição           | Atleta              | Nacionalidade | Tempo | Notas |
| ----------------- | ------------------- | ------------- | ----- | ----- |
| Medalha de ouro   | Rosemar Coelho Neto | Brasil        | 23.44 |       |
| Medalha de prata  | Darlenys Obregón    | Colômbia      | 23.58 |       |
| Medalha de bronze | Vanda Gomes         | Brasil        | 23.76 |       |
| 4                 | Yomara Hinestroza   | Colômbia      | 24.28 |       |
| 5                 | Erika Chávez        | Equador       | 24.81 |       |
| 6                 | Vanesa Wohlgemuth   | Argentina     | 25.43 |       |
| 7                 | Paula Aquino        | Argentina     | 26.10 |       |

### 400 metros
29 de setembro
| Posição           | Atleta                  | Nacionalidade | Tempo | Notas |
| ----------------- | ----------------------- | ------------- | ----- | ----- |
| Medalha de ouro   | Lucimar Teodoro         | Brasil        | 53.31 |       |
| Medalha de prata  | Perla Regina dos Santos | Brasil        | 53.82 |       |
| Medalha de bronze | María Alejandra Idrobo  | Colômbia      | 53.94 |       |
| 4                 | Lucy Jaramillo          | Equador       | 53.95 |       |
| 5                 | Shirley Aragon          | Colômbia      | 55.67 |       |
| 6                 | Erika Chávez            | Equador       | 59.15 |       |
| 7                 | Sheila Ferreira*        | Brasil        | 54.06 | [ 2 ] |
| 8                 | Kelly López*            | Colômbia      | 56.25 | [ 2 ] |

### 800 metros
1 de outubro
| Posição           | Atleta                | Nacionalidade | Tempo   | Notas                |
| ----------------- | --------------------- | ------------- | ------- | -------------------- |
| Medalha de ouro   | Christiane dos Santos | Brasil        | 2:10.15 |                      |
| Medalha de prata  | Muriel Coneo          | Colômbia      | 2:14.13 |                      |
| Medalha de bronze | Diana Armas           | Equador       | 2:18.67 | Recorde da temporada |
| 4                 | Andrea Ferris         | Panamá        | 2:27.49 | Recorde pessoal      |

### 1.500 metros
30 de setembro
| Posição           | Atleta              | Nacionalidade | Tempo   | Notas |
| ----------------- | ------------------- | ------------- | ------- | ----- |
| Medalha de ouro   | Juliana de Azevedo  | Brasil        | 4:33.74 |       |
| Medalha de prata  | Ana Joaquina Rondón | Colômbia      | 4:37.03 |       |
| Medalha de bronze | Muriel Coneo        | Colômbia      | 4:55.24 |       |
| 4                 | Andrea Ferris       | Panamá        | DNF     |       |

### 5.000 metros
```
1 de outubro
```

| Posição           | Atleta                    | Nacionalidade | Tempo    | Notas                |
| ----------------- | ------------------------- | ------------- | -------- | -------------------- |
| Medalha de ouro   | Bertha Sánchez            | Colômbia      | 17:16.39 |                      |
| Medalha de prata  | Ana Joaquina Rondón       | Colômbia      | 17:17.11 |                      |
| Medalha de bronze | Rosa Apaza                | Bolívia       | 17:18.31 | Recorde da temporada |
| 4                 | Fabiana Cristine da Silva | Brasil        | 17:44.97 |                      |
| 5                 | Paola Álvaro              | Equador       | 18:45.42 | Recorde pessoal      |
| 6                 | Johana Riveros*           | Colômbia      | 18:24.36 | [ 2 ]                |

### 10.000 metros
29 de setembro
| Posição           | Atleta           | Nacionalidade | Tempo    | Notas           |
| ----------------- | ---------------- | ------------- | -------- | --------------- |
| Medalha de ouro   | Bertha Sánchez   | Colômbia      | 37:36.16 |                 |
| Medalha de prata  | Ednalva da Silva | Brasil        | 37:37.47 |                 |
| Medalha de bronze | Rosa Apaza       | Bolívia       | 37:38.12 | Recorde pessoal |
| 4                 | Lina Arias       | Colômbia      | 37:57.29 |                 |
| 5                 | Johana Riveros*  | Colômbia      | 38:16.16 | [ 2 ]           |

### 100 metros barreiras
29 de setembro
Vento: -2.9 m/s
| Posição           | Atleta             | Nacionalidade | Tempo | Notas           |
| ----------------- | ------------------ | ------------- | ----- | --------------- |
| Medalha de ouro   | Maíla Machado      | Brasil        | 13.28 |                 |
| Medalha de prata  | Francisca Guzmán   | Chile         | 13.83 |                 |
| Medalha de bronze | Gilvaneide Parrela | Brasil        | 14.06 |                 |
| 4                 | Brigitte Merlano   | Colômbia      | 14.10 |                 |
| 5                 | Solange Witteveen  | Argentina     | 14.79 |                 |
| 6                 | Eliecith Palacios  | Colômbia      | 15.04 |                 |
| 7                 | Daiana Sturtz      | Argentina     | 15.21 | Recorde pessoal |
| 8                 | Victoria Quiñonez  | Equador       | 15.42 | Recorde pessoal |

### 400 metros barreiras
30 de setembro
| Posição           | Atleta            | Nacionalidade | Tempo   | Notas                |
| ----------------- | ----------------- | ------------- | ------- | -------------------- |
| Medalha de ouro   | Lucimar Teodoro   | Brasil        | 58.16   |                      |
| Medalha de prata  | Perla dos Santos  | Brasil        | 58.40   |                      |
| Medalha de bronze | Lucy Jaramillo    | Equador       | 58.93   | Recorde da temporada |
| 4                 | Karina Caicedo    | Equador       | 1:02.51 | Recorde pessoal      |
| 5                 | Princesa Oliveros | Colômbia      | 1:10.02 |                      |

### 3.000 metros com obstáculos
30 de setembro
| Posição           | Atleta            | Nacionalidade | Tempo    | Notas                |
| ----------------- | ----------------- | ------------- | -------- | -------------------- |
| Medalha de ouro   | Bertha Sánchez    | Colômbia      | 10:48.44 |                      |
| Medalha de prata  | Zenaide Vieira    | Brasil        | 10:56.16 |                      |
| Medalha de bronze | Michelle da Costa | Brasil        | 11:34.53 |                      |
| 4                 | Silvia Paredes    | Equador       | 12:01.46 | Recorde da temporada |

### Revezamento 4x100 m
29 de setembro
| Posição           | Nacionalidade | Atletas                                                                     | Tempo | Notas |
| ----------------- | ------------- | --------------------------------------------------------------------------- | ----- | ----- |
| Medalha de ouro   | Brasil        | Maíla Machado, Lucimar de Moura, Rosemar Coelho Neto, Vanda Gomes           | 44.72 |       |
| Medalha de prata  | Colômbia      | Shirley Aragón, María Alejandra Idrobo, Darlenys Obregón, Yomara Hinestroza | 44.78 |       |
| Medalha de bronze | Equador       | Erika Chávez, Lucy Jaramillo, Mayra Pachito, Victoria Quiñonez              | 47.47 |       |
| 4                 | Argentina     | Vanesa Wohlgemuth, Andrea Bordalejo, Daniela Crespo, Paula Aquino           | 47.55 |       |

### Revezamento 4x400 m
1 de outubro
| Posição           | Nacionalidade | Atletas                                                                       | Tempo   | Notas |
| ----------------- | ------------- | ----------------------------------------------------------------------------- | ------- | ----- |
| Medalha de ouro   | Brasil        | Lucimar Teodoro, Perla Regina dos Santos, Sheila Ferreira, Juliana de Azevedo | 3:32.56 |       |
| Medalha de prata  | Colômbia      | Muriel Coneo, Princesa Oliveros, Shirley Aragón, María Alejandra Idrobo       | 3:37.12 |       |
| Medalha de bronze | Equador       | Erika Chávez, Lucy Jaramillo, Diana Armas, Karina Caicedo                     | 3:47.58 |       |
| 4                 | Argentina     | Vanesa Wohlgemuth, Solange Witteveen, Andrea Bordalejo, Daniela Crespo        | 4:00.98 |       |

### 20 km marcha atlética
1 de outubro
| Posição           | Atleta             | Nacionalidade | Tempo     | Notas                |
| ----------------- | ------------------ | ------------- | --------- | -------------------- |
| Medalha de ouro   | Yadira Guamán      | Equador       | 1:46:06.7 |                      |
| Medalha de prata  | Luz Villamarín     | Colômbia      | 1:46:40.3 | Recorde pessoal      |
| Medalha de bronze | Magaly Andrade     | Equador       | 1:46:40.4 | Recorde pessoal      |
| 4                 | Cristina Bohórquez | Colômbia      | 1:50:37.4 | Recorde da temporada |
| 5                 | Marcela Pacheco    | Chile         | 1:51:00.9 | Recorde da temporada |
| 6                 | Elianay Pereira    | Brasil        | 2:01:42.9 |                      |
| 7                 | Josette Sepúlveda  | Chile         | DSQ       |                      |
| 7                 | Cisiane Lopes      | Brasil        | DSQ       |                      |

### Salto em altura
1 de outubro
| Posição           | Atleta                 | Nacionalidade | 1.65 | 1.70 | 1.73 | 1.76 | 1.79 | 1.82 | 1.85 | 1.90 | 1.93 | Resultado | Notas                |
| ----------------- | ---------------------- | ------------- | ---- | ---- | ---- | ---- | ---- | ---- | ---- | ---- | ---- | --------- | -------------------- |
| Medalha de ouro   | Caterine Ibargüen      | Colômbia      | –    | –    | o    | –    | o    | xo   | o    | xo   | xxx  | 1.90      | Recorde da temporada |
| Medalha de prata  | Solange Witteveen      | Argentina     | –    | –    | o    | o    | xo   | o    | xxx  |      |      | 1.82      |                      |
| Medalha de bronze | Eliana Renata da Silva | Brasil        | –    | o    | o    | o    | x–   | xo   | xxx  |      |      | 1.82      | Recorde da temporada |
| 4                 | Daiana Sturtz          | Argentina     | –    | o    | o    | o    | o    | xxx  |      |      |      | 1.79      | Recorde pessoal      |
| 5                 | Mônica de Freitas      | Brasil        | o    | o    | xxo  | o    | o    | xxx  |      |      |      | 1.79      | Recorde da temporada |

### Salto á vara
29 de setembro
| Posição           | Atleta           | Nacionalidade | 3.00 | 3.10 | 3.20 | 3.30 | 3.40 | 3.50 | 3.60 | 3.80 | 3.90 | 4.00 | 4.10 | 4.20 | 4.25 | 4.35 | 4.47 | 4.57 | Resultado | Notas                |
| ----------------- | ---------------- | ------------- | ---- | ---- | ---- | ---- | ---- | ---- | ---- | ---- | ---- | ---- | ---- | ---- | ---- | ---- | ---- | ---- | --------- | -------------------- |
| Medalha de ouro   | Fabiana Murer    | Brasil        | –    | –    | –    | –    | –    | –    | –    | –    | –    | –    | –    | –    | xo   | o    | xxo  | xxx  | 4.47      |                      |
| Medalha de prata  | Carolina Torres  | Chile         | –    | –    | –    | –    | –    | –    | –    | –    | o    | –    | o    | o    | o    | xxx  |      |      | 4.25      | Recorde da temporada |
| Medalha de bronze | Alejandra García | Argentina     | –    | –    | –    | –    | –    | –    | –    | –    | –    | –    | o    | xxx  |      |      |      |      | 4.00      |                      |
| 4                 | Joana Costa      | Brasil        | –    | –    | –    | –    | –    | –    | –    | –    | o    | o    | xxx  |      |      |      |      |      | 3.90      |                      |
| 5                 | Milena Agudelo   | Colômbia      | –    | –    | –    | –    | –    | –    | –    | –    | xxo  | xxo  | xxx  |      |      |      |      |      | 3.90      |                      |
| 6                 | Karina Quejada   | Colômbia      | –    | –    | o    | o    | o    | o    | o    | xxx  |      |      |      |      |      |      |      |      | 3.50      | Recorde da temporada |
| 7                 | Lorena Ortiz     | Equador       | xxo  | o    | xxx  |      |      |      |      |      |      |      |      |      |      |      |      |      | 3.10      | Recorde da temporada |
| 8                 | Déborah Gyurcsek | Uruguai       | –    | –    | –    | –    | –    | –    | xxx  |      |      |      |      |      |      |      |      |      | NM        |                      |

### Salto em comprimento
30 de setembro
| Posição           | Atleta             | Nacionalidade | #1    | #2    | #3   | #4    | #5   | #6    | Resultado | Notas |
| ----------------- | ------------------ | ------------- | ----- | ----- | ---- | ----- | ---- | ----- | --------- | ----- |
| Medalha de ouro   | Maurren Maggi      | Brasil        | x     | 6.86w | x    | x     | 6.68 | x     | 6.86w     |       |
| Medalha de prata  | Caterine Ibargüen  | Colômbia      | 6.21w | x     | 6.23 | x     | 6.51 | –     | 6.51w     |       |
| Medalha de bronze | Fernanda Gonçalves | Brasil        | 6.36w | x     | x    | 6.19w | x    | 6.35w | 6.36w     |       |
| 4                 | Elena Guerrero     | Colômbia      | 6.12w | 6.06  | x    | 5.95w | x    | 6.14w | 6.14w     |       |
| 5                 | Maitte Zamorano    | Bolívia       | x     | 5.69w | 6.00 | 5.62w | 5.80 | x     | 6.00      |       |

### Salto triplo
29 de setembro
| Posição           | Atleta            | Nacionalidade | #1    | #2    | #3    | #4    | #5    | #6    | Resultado | Notas            |
| ----------------- | ----------------- | ------------- | ----- | ----- | ----- | ----- | ----- | ----- | --------- | ---------------- |
| Medalha de ouro   | Tânia da Silva    | Brasil        | 13.88 | 13.92 | 13.83 | 13.77 | –     | x     | 13.92     |                  |
| Medalha de prata  | Caterine Ibargüen | Colômbia      | 13.54 | 13.91 | 13.33 | –     | 13.62 | 13.78 | 13.91     | Recorde nacional |
| Medalha de bronze | Fabricia da Silva | Brasil        | 13.21 | 13.39 | 13.09 | 13.17 | –     | 13.14 | 13.39     |                  |
| 4                 | Jazmín Córdoba    | Colômbia      | 12.66 | x     | 12.77 | 12.40 | x     | x     | 12.77     |                  |
| 5                 | Mayra Pachito     | Equador       | x     | 12.43 | 12.30 | 12.50 | 12.03 | 12.59 | 12.59     |                  |

### Arremesso de peso
30 de setembro
| Posição           | Atleta             | Nacionalidade | #1    | #2    | #3    | #4    | #5    | #6    | Resultado | Notas                |
| ----------------- | ------------------ | ------------- | ----- | ----- | ----- | ----- | ----- | ----- | --------- | -------------------- |
| Medalha de ouro   | Elisângela Adriano | Brasil        | 15.52 | 15.92 | 17.37 | 17.20 | 17.11 | 17.25 | 17.37     | Recorde da temporada |
| Medalha de prata  | Andréa Pereira     | Brasil        | 15.19 | 15.90 | 15.90 | 15.50 | 16.18 | 16.27 | 16.27     |                      |
| Medalha de bronze | Luz Dary Castro    | Colômbia      | 14.52 | 15.70 | 16.26 | x     | 15.12 | 15.44 | 16.26     |                      |
| 4                 | Johana Moreno      | Colômbia      | 13.35 | 14.16 | 14.17 | 14.11 | 13.68 | x     | 14.17     |                      |
| 5                 | Rocío Comba        | Argentina     | 13.42 | –     | –     | –     | –     | –     | 13.42     |                      |
| 6                 | Ximena Araneda     | Chile         | x     | 12.97 | 12.37 | 12.90 | 12.35 | 12.63 | 12.97     | Recorde pessoal      |
| 7                 | Karen Gallardo     | Chile         | x     | 11.27 | 12.01 | 11.24 | 11.64 | 11.35 | 12.01     | Recorde pessoal      |

### Lançamento de disco
30 de setembro
| Posição           | Atleta               | Nacionalidade | #1    | #2    | #3    | #4    | #5    | #6    | Resultado | Notas |
| ----------------- | -------------------- | ------------- | ----- | ----- | ----- | ----- | ----- | ----- | --------- | ----- |
| Medalha de ouro   | Elisângela Adriano   | Brasil        | 50.31 | 54.99 | 55.30 | 55.82 | 56.18 | 52.92 | 56.18     |       |
| Medalha de prata  | Luz Dary Castro      | Colômbia      | 47.33 | 48.88 | x     | x     | 44.27 | 47.44 | 48.88     |       |
| Medalha de bronze | Karen Gallardo       | Chile         | x     | 43.40 | 45.72 | 47.69 | 48.75 | 45.54 | 48.88     |       |
| 4                 | Renata de Figueirêdo | Brasil        | 43.95 | 45.89 | 45.25 | 43.67 | 45.58 | 48.64 | 48.64     |       |
| 5                 | Rocío Comba          | Argentina     | 47.34 | 40.27 | 39.84 | 46.84 | 44.34 | 45.86 | 47.34     |       |
| 6                 | Ximena Araneda       | Chile         | x     | 41.68 | x     | x     | 46.00 | x     | 46.00     |       |
| 7                 | Johana Moreno        | Colômbia      | 38.16 | 39.17 | 41.39 | x     | x     | 40.99 | 41.39     |       |
| 8                 | Miriam Mina          | Equador       | 35.99 | 35.50 | 36.24 | –     | –     | –     | 36.24     |       |

### Lançamento de martelo
29 de seembro
| Posição           | Atleta             | Nacionalidade | #1    | #2    | #3    | #4    | #5    | #6    | Resultado | Notas                 |
| ----------------- | ------------------ | ------------- | ----- | ----- | ----- | ----- | ----- | ----- | --------- | --------------------- |
| Medalha de ouro   | Jennifer Dahlgren  | Argentina     | x     | 63.90 | 69.07 | 64.63 | 66.82 | x     | 69.07     | Recorde do campeonato |
| Medalha de prata  | Johana Moreno      | Colômbia      | x     | x     | x     | 61.13 | 64.94 | x     | 64.94     |                       |
| Medalha de bronze | Katiuscia de Jesus | Brasil        | x     | 62.26 | x     | 62.36 | 62.97 | 64.58 | 64.58     | Recorde nacional      |
| 4                 | Josiane Soares     | Brasil        | x     | 61.94 | 63.86 | x     | 61.51 | 59.92 | 63.86     |                       |
| 5                 | Johana Ramírez     | Colômbia      | x     | x     | x     | x     | 62.05 | 60.32 | 62.05     |                       |
| 6                 | Odette Palma       | Chile         | x     | x     | 52.76 | 49.32 | 51.67 | 57.41 | 57.41     |                       |
| 7                 | Stefanía Zoryez    | Uruguai       | x     | x     | x     | 56.67 | x     | –     | 56.67     |                       |
| 8                 | Erika Melián       | Argentina     | 56.56 | x     | x     | x     | x     | x     | 56.56     |                       |

### Lançamento de dardo
30 de setembro
| Posição           | Atleta             | Nacionalidade | #1    | #2    | #3    | #4    | #5    | #6    | Resultado | Notas |
| ----------------- | ------------------ | ------------- | ----- | ----- | ----- | ----- | ----- | ----- | --------- | ----- |
| Medalha de ouro   | Alessandra Resende | Brasil        | x     | 58.11 | 55.97 | 56.55 | 56.49 | x     | 58.11     |       |
| Medalha de prata  | Zuleima Araméndiz  | Colômbia      | 54.68 | 55.19 | 55.20 | x     | 53.17 | 55.60 | 55.60     |       |
| Medalha de bronze | Sabina Moya        | Colômbia      | 51.16 | 51.52 | 54.22 | 50.58 | 54.52 | 52.22 | 54.52     |       |
| 4                 | Romina Maggi       | Argentina     | x     | 46.94 | x     | 49.46 | 48.02 | 48.25 | 49.46     |       |
| 5                 | Yusbelys Parra     | Venezuela     | x     | x     | x     | 42.07 | 49.04 | 47.06 | 49.04     |       |
| 6                 | Silvia de Oliveira | Brasil        | 46.11 | 48.29 | 47.73 | 45.34 | 48.67 | 48.17 | 48.67     |       |
| 7                 | Miriam Mina        | Equador       | 38.88 | 41.28 | 44.33 | 41.14 | 40.80 | 42.52 | 44.33     |       |
| 8                 | Diana Rivas*       | Colômbia      | x     | 43.91 | 44.64 | 46.58 | 46.18 | x     | 46.58     | [ 2 ] |

### Heptatlo
29 – 30 de setembro
| Colocação         | Atleta            | Nacionalidade | 100 m C/B | SA   | AP    | 200 m | SD   | LD    | 800 m   | Total | Notas |
| ----------------- | ----------------- | ------------- | --------- | ---- | ----- | ----- | ---- | ----- | ------- | ----- | ----- |
| Medalha de ouro   | Elizete da Silva  | Brasil        | 14.69     | 1.63 | 12.84 | 25.51 | 6.07 | 44.76 | 2:23.58 | 5612  |       |
| Medalha de prata  | Jailma de Lima    | Brasil        | 14.90     | 1.75 | 10.98 | 24.63 | 6.06 | 40.31 | 2:44.60 | 5348  |       |
| Medalha de bronze | Andrea Bordalejo  | Argentina     | 14.79     | 1.60 | 11.32 | 26.67 | 5.94 | 32.42 | 2:29.51 | 5348  |       |
| 4                 | Daniela Crespo    | Argentina     | 15.62     | 1.72 | 9.16  | 25.90 | 5.60 | 29.75 | 2:19.29 | 4947  |       |
| 5                 | Nasli Perea       | Colômbia      | 15.26     | 1.63 | 11.26 | 27.63 | 5.35 | 43.15 | 2:50.42 | 4694  |       |
| 6                 | Victoria Quiñonez | Equador       | 15.47     | 1.60 | 10.69 | 26.03 | 6.08 | 29.04 | 2:40.41 | 4890  |       |

Legenda
| Recorde mundial       | Recorde mundial (World record)               |                       | Recorde africano                      | Recorde africano (African) |                                           | Q | Classificado por posição (Qualified) |
| Recorde do campeonato | Recorde do campeonato (Championship record)  | Recorde da América    | Recorde da América (Americas)         | q                          | Classificado por melhor tempo (Qualified) |   |                                      |
| Melhor marca do ano   | Melhor marca do ano (World leading)          | Recorde asiático      | Recorde asiático (Asian)              | DNS                        | Não largou (Did not start)                |   |                                      |
| Recorde nacional      | Recorde nacional (National record)           | Recorde europeu       | Recorde europeu (European)            | DNF                        | Não terminou (Did not finish)             |   |                                      |
| Recorde pessoal       | Recorde pessoal do atleta (Personal best)    | Recorde da Oceania    | Recorde da Oceania (Oceania)          | DSQ / DQ                   | Desclassificado (Disqualified)            |   |                                      |
| Recorde da temporada  | Recorde da temporada do atleta (Season best) | Recorde sul-americano | Recorde sul-americano (South America) | NM                         | Sem marca (No mark)                       |   |                                      |